# Équipe cycliste Dynatek-Latvia
L'équipe cycliste Dynatek-Latvia est ancienne une équipe cycliste lettonne participant aux circuits continentaux de cyclisme et en particulier l'UCI Europe Tour.
À la fin de sa première année, l'équipe est dissoute.

## Saison 2008

### Effectif
| Cycliste             | Date de naissance | Nationalité | Équipe 2007                     |
| -------------------- | ----------------- | ----------- | ------------------------------- |
| Caspar Austa         | 28.01.1982        | Estonie     | Rietumu Bank-Riga               |
| Ingus Eislers        | 28.01.1989        | Lettonie    | Néo-pro                         |
| Daniels Ernestovskis | 25.09.1986        | Lettonie    | Ex-Pro (Rietumu Bank-Riga 2006) |
| Sergei Gretschyn     | 09.06.1979        | Ukraine     | Néo-pro                         |
| Normunds Lasis       | 25.02.1985        | Lettonie    | Rietumu Bank-Riga               |
| Viesturs Lukševics   | 16.04.1987        | Lettonie    | Rietumu Bank-Riga               |
| Raivo Maimre         | 28.08.1982        | Estonie     | Rietumu Bank-Riga               |
| Arturs Malenders     | 19.04.1987        | Lettonie    | Rietumu Bank-Riga               |
| Romans Melderis      | 31.01.1974        | Lettonie    | Néo-pro                         |
| Oļegs Meļehs         | 24.03.1982        | Lettonie    | Rietumu Bank-Riga               |
| Herberts Pudāns      | 14.10.1986        | Lettonie    | Rietumu Bank-Riga               |
| Gints Reinolds       | 17.04.1987        | Lettonie    | Néo-pro                         |
| Volodymyr Starchyk   | 13.04.1980        | Ukraine     | MapaMap-BantProfi               |

### Victoires
| Date       | Course                            | Pays     | Classe | Vainqueur          |
| ---------- | --------------------------------- | -------- | ------ | ------------------ |
| 02/05/2008 | Grand Prix de Moscou              | Russie   | 1.2    | Oļegs Meļehs       |
| 01/06/2008 | Riga Grand Prix                   | Lettonie | 1.2    | Normunds Lasis     |
| 28/06/2008 | Championnat de Lettonie sur route | Lettonie | CN     | Normunds Lasis     |
| 09/09/2008 | 2e étape du Tour de Bulgarie      | Bulgarie | 2.2    | Volodymyr Starchyk |
| 10/09/2008 | 3e étape du Tour de Bulgarie      | Bulgarie | 2.2    | Normunds Lasis     |
| 10/09/2008 | 4e étape du Tour de Bulgarie      | Bulgarie | 2.2    | Normunds Lasis     |
| 12/09/2008 | 6eb étape du Tour de Bulgarie     | Bulgarie | 2.2    | Normunds Lasis     |